# 中性紅
中性紅是一種組織學復染色染色劑，可用來為溶酶體、 高爾基體和尼氏体染色。同時也是酸鹼指示劑。
中性紅也是一種活體染劑，因為隨著細胞逐漸死亡，它們吸收中性紅的能力也會變差。